# 黒田泰蔵
黒田 泰蔵（くろだ たいぞう、1946年〈昭和21年〉1月1日 - 2021年〈令和3年〉4月13日）は、日本の陶芸家。滋賀県神埼郡能登川町（現東近江市）生まれ。ビジュアルデザイナーの黒田征太郎は兄。

## 概要
民藝運動に連なる陶芸家島岡達三に師事するものの、初期のキャリアの大半をカナダで培うという異色の経歴を持つ陶芸作家である。1988年に日本に帰国して以降は静岡県伊東市にアトリエを構え、曲折を経て白磁の制作に専念するようになる。近年は《円筒》など実用の枠を超えた、純粋芸術的な作品も制作している。

## 略歴

### 幼少期～渡欧まで
兵庫県西宮市で軍需工場を営む父の末子（五人きょうだい）として1946年1月1日に生まれる。実家がある大阪が空襲を受けたため、生地である滋賀県能登川町は疎開先であった。生後8ヶ月で父が死去し、母も出稼ぎで働いていたため、祖母に育てられて育っている。
11歳まで現地の小学校に通っていたものの、その後は実家のあった大阪市住之江区に転居したことから、転校を余儀なくされている。
15歳で大阪市立工芸高等学校製図科に進学するが、2年後に中退する。在学中に「黒潮丸」で沖縄まで渡航したエピソードなどが自伝で語られている。中退後は数ヶ月間アルバイトをした後、当時デザイナー早川良雄の事務所でアシスタントとして働いていた兄、征太郎を頼って1963年上京する。東京では日本大学江古田高等学校の定時制科に通っている。この頃から海外での芸術活動を構想するようになる。

### フランス、アメリカ、そしてカナダ
1966年に黒田はフランス郵船「ベトナム号」でマルセイユまで渡仏することとなる。しかしすぐに作家としての活動を行うことはなく、様々なアルバイトで生計を立てることとなる。そのような中、パリにあった日本食レストラン「タカラ」で給仕をしていた時に、偶然来訪していた陶芸家島岡達三の知遇を得、陶芸を学ぶことを勧められる。翌年島岡に紹介された陶芸家に会うため、ニューヨークへと渡航する。しかしここでの滞在は数ヶ月間に留まり、当時ペンランド・スクール・オブ・クラフツの教授であった陶芸家ガエタン・ボーダン（Gaétan Beaudin）を頼ってカナダ、ケベック州へと映ることとなる。モントリオール郊外の町ノルト・アトゥレにあったボーダンのアトリエで黒田は助手として働きつつ、ボーダンが入手していた濱田庄司、河井寛次郎らの作品集に触れることとなる。
その後、ボーダンが設立した製陶会社SIALに1975年からデザイナーとして勤務する傍ら、ケベック州サン＝ガブリエルに土地を購入し、自身のアトリエを設ける。この間に二回日本に一時帰国し、栃木県益子町にあった島岡達三の工房に滞在している。この益子での滞在時に濱田庄司が所蔵していた李朝の白磁作品を実見したことが、後に白磁作品を制作する原点となったと自伝では語られている。
このようにカナダで活動の地盤を固めていた黒田であるが、34歳、1980年になって突如日本へと帰国することとなる。

### 日本への帰国、白磁作品へ
日本に帰国した翌年、長友啓典、兄の黒田征太郎の援助の元、静岡県松崎町でアトリエを設立し、国内での活動を開始する。この時期の作品はシンプルな才色を施したコーヒーカップなど、現在著名である白磁作品とは全く異なる作風であった。1982年、東京で初個展を行っている。
こうした活動が当時パルコの社長であった増田通二の目にとまり、1984年に東京、渋谷パルコに自作を直販する「ショップTAIZO」を構えることとなる。この店舗設計は倉俣史朗が担当した。この直販店は全国のパルコの20店舗以上にまで拡大するなど、大きく商業的成功を収めることとなったが、多忙、本来の活動ができないなどを理由に1987年に閉鎖することとなった。
「ショップTAIZO」の閉鎖以降はギャラリー、百貨店などで個展を行う傍ら、1991年に静岡県伊東市富戸にアトリエを移設する。
翌年の個展から彩色を行わない白磁作品を発表し、以降は一貫して白磁による制作を現在に至るまで継続している。以降は日本のみならずアメリカ、イタリア、イギリス、韓国など世界各地のギャラリーで個展を行い、ロンドンのヴィクトリア＆アルバート美術館などに作品が収蔵されている。
2019年には、静岡県ヴァンジ彫刻庭園美術館で初となる美術館での回顧展「黒田泰蔵 白磁」が行われた。2020年には大阪市立東洋陶磁美術館で特別展「黒田泰蔵」が開催された。
2021年4月13日死去。

## 作風
黒田の作品は主に3つの様式に分類することができる。日本での活動開始から1991年頃にかけて制作された彩色を用いた作品、1990年代にかけて制作された李朝時代の作品からの影響を強く受けた轆轤成形された花入、壺などを中心とした作品、2000年代半ばから徐々に見られるようになる《円筒》作品に代表される、従来の陶磁器としての用途の枠を超えた純粋芸術的作品である。
現在一般に現在展覧会で鑑賞することのできる作品は後二者にほぼ限定される。海外で制作を学んだ点、島岡達三という民藝運動に携わった作家に師事した経歴を持ちながらこうした抽象性の高い、日用を目的としない作品を多く制作している点で、黒田泰蔵は日本を代表する作家ではあるものの、極めて特徴的な経歴を持つといえるだろう。

## 参考資料
- 黒田泰蔵『黒田泰蔵 白磁へ』 平凡社、2017年
- 黒田泰蔵『黒田泰蔵 白磁 TAIZO KURODA white porcelain』 求龍堂、2015年
- 展覧会図録 『黒田泰蔵 白磁』ヴァンジ彫刻庭園美術館、2019年1月12日‐4月9日